# Lutácia
Lutácia (em latim: Lutatia) é uma gente (família) plebeia da Roma Antiga. Seu primeiro membro a receber o consulado foi Caio Lutácio Cátulo em 242 a.C., o último ano da Primeira Guerra Púnica. Paulo Orósio menciona seu local de sepultamento, o Sepulcro dos Lutácios (em latim: sepulchrum Lutatiorum), que ficava além do Tibre.